# Nelson Seymour Lougheed
Pour les articles homonymes, voir Lougheed.
Nelson Seymour Lougheed  (16 avril 1882-6 juin 1944) est un homme politique canadien de la Colombie-Britannique. Il est député provincial conservateur de la circonscription britanno-colombienne de Dewdney de 1928 à 1933.

## Biographie
Né à Thombury (The Blue Mountains (en)) en Ontario, Lougheed s'établit en Colombie-Britannique avec sa famille en 1889. En 1905, il déménage à Port Haney (en) où il opère une scierie avec son partenaire G. G. Abernethy. Il s'implique aussi dans les mines et l'exploitation forestière.
Lougheed est maire de Maple Ridge. Durant son passage à l'Assemblée législative de la Colombie-Britannique, il est ministre des Travaux publics de 1928 à 1929 et ministre des Terres de 1930 à 1933,.
Il meurt à Vancouver en juin 1944 à l'âge de 62 ans.
La Lougheed Highway (BC 7) est nommée en son honneur.